# Mario Pilar
Pour les articles homonymes, voir Pilar.
 (janvier 2019).
Si vous disposez d'ouvrages ou d'articles de référence ou si vous connaissez des sites web de qualité traitant du thème abordé ici, merci de compléter l'article en donnant les références utiles à sa vérifiabilité et en les liant à la section « Notes et références ».
Mario Pilar est un acteur français né le 7 septembre 1927 à Grenoble.

## Biographie
À 18 ans, il a joué son premier rôle dans Quand Louis part en voyage. Principalement, il a été vu dans les années suivantes dans des productions telles qu'en 1968 dans le thriller français Les Enquêtes du commissaire Maigret, et dans les films tels que Mafia 1972, Les cahiers de Valachi et La revanche de la Sicile. Il a joué des rôles de soutien dans les films de Bud Spencer et Terence Hill.

## Filmographie
- 1958 : Taxi, Roulotte et Corrida, film d'André Hunebelle : Manuel, un serveur
- 1959 : Les Trois Mousquetaires, téléfilm de Claude Barma : l'exempt
- 1959 : En votre âme et conscience "L'Affaire Rorique", émission de télévision judiciaire française de Jean Prat
- 1959 : Les Motards, film de Jean Laviron
- 1959 : Macbeth, téléfilm de Claude Barma : le premier assassin
- 1959 : Marie Stuart (de Friedrich Schiller), téléfilm de Stellio Lorenzi : l'officier
- 1960 : Les Nymphettes, film de Henri Zaphiratos : Mario
- 1961 : Les Perses, téléfilm de Jean Prat
- 1961 : Flore et Blancheflore, téléfilm de Jean Prat : le sénéchal du roi Félix
- 1962 : Escale obligatoire, téléfilm de Jean Prat : le radio de poste de contrôle
- 1962 : La Nuit des rois, téléfilm de Claude Barma
- 1964 : Rocambole, épis. "Rocambole chez les thugs", feuilleton télévisé de Jean-Pierre Decourt : Osmanca
- 1964 : Tout ce que vous demanderez, téléfilm de Jean-Paul Carrère
- 1965 : Morgane ou Le prétendant d'Alain Boudet
- 1965 : Mer libre, téléfilm de Jean Kerchbron
- 1966 : Illusions perdues, feuilleton télévisé de Maurice Cazeneuve
- 1966 : Le Chevalier d'Harmental, feuilleton télévisé de Jean-Pierre Decourt : le prince de Cellamare
- 1967 : Le Chevalier Tempête, feuilleton télévisé de Yannick Andréi : Alonzo
- 1967 : Antoine et Cléopâtre, téléfilm de Jean Prat : Scarius
- 1968 : Les Enquêtes du commissaire Maigret de Claude Barma, épisode : Félicie est là : Babin
- 1969 : Fortune, feuilleton télévisé d'Henri Colpi : le général Vallejo
- 1969 : La Veuve rusée (de Carlo Goldoni), téléfilm de Jean Bertho : Don Alvaro
- 1970 : Le Service des affaires classées "le nécessaire en écaille", feuilleton télévisé de Jacques Armand : le commissaire Thonon
- 1970 : Le Voyou, de Claude Lelouch : un inspecteur de police
- 1971 : La Dame de Monsoreau, feuilleton télévisé de Yannick Andréi : Aurilly
- 1971 : Romulus le Grand, téléfilm de Marcel Cravenne
- 1972 : La Vengeance du Sicilien (Torino nera), film de Carlo Lizzani : Vanni Mascara
- 1972 : Cosa Nostra (The Valachi Papers), film de Terence Young : Salierno
- 1972 : Schulmeister, espion de l'empereur "La conspiration Malet", feuilleton télévisé de Jean-Pierre Decourt : le général Malet
- 1972 : La Filière (Afyon oppio) (autre titre : Action héroïne), film de Ferdinando Baldi : Ibrahim
- 1973 : L'Education sentimentale, feuilleton télévisé de Marcel Cravenne : l'espagnol
- 1973 : L'Autre Face du parrain (L'altra faccia del padrino), film de Franco Prosperi : Tartaglioni
- 1973 : Un flic hors-la-loi (Piedone lo sbirro), film de Steno : Antonino Percuoco "Manomozza"
- 1974 : Verdict, film d'André Cayatte : Joseph Sauveur
- 1974 : Impossible... pas français, film de Robert Lamoureux
- 1974 : Les Deux Missionnaires (Porgi l'altra guancia), film de Franco Rossi : Menendez
- 1975 : Les Rosenberg ne doivent pas mourir, téléfilm de Stellio Lorenzi : Parker
- 1976 : La Grande Bagarre (Il Soldato di ventura), film de Pasquale Festa Campanile : Solomone da Cavorà
- 1976 : Le Berger des abeilles, téléfilm de Jean-Paul Le Chanois : Numa, le vicaire
- 1977 : Chère femme (Cara sposa), film de Pasquale Festa Campanile
- 1977 : Peter Voss, le voleur de millions (Peter Voss, der Millionendied), film de Peter Lodynski
- 1979 : Joséphine ou la comédie des ambitions, feuilleton télévisé de Robert Mazoyer
- 1980 : La Vie des autres, épis. "La Crétoise" de Jean-Pierre Desagnat : Mikhael
- 1980 : La Vénus d'Ille (du roman de Prosper Mérimée), téléfilm de Robert Réa : l'Espagnol
- 1982 : L'Indiscrétion, film de Pierre Lary : luis
- 1984 : Le Scénario défendu, téléfilm de Michel Mitrani : le colonel Cabrijto
- 1984 : La Septième Cible, film de Claude Pinoteau : l'employé de Roissy
- 1986 : Léon Blum à l'échelle humaine, feuilleton télévisé de Pierre Bourgeade : Blumel
- 1988 : Le professeur a une mémoire d'éléphant (Il professore Fanciulla che ride), film de Steno
- 1996 : J'ai échoué, court-métrage de Philippe Donzelot

## Théâtre
- 1954 : Yerma de Federico Garcia Lorca, mise en scène Guy Suarès, Théâtre de la Huchette
- 1954 : L'Anti-Œdipe de Henry Thano Zaphiratos, mise en scène Jean-Daniel Ehrmann, Théâtre de l'Œuvre
- 1958 : Lorsque cinq ans seront passés de Federico García Lorca, mise en scène Guy Suarès, Théâtre Récamier
- 1960 : Le Prince de l'Escurial de Kurt Becsi, mise en scène Roger Coggio, Théâtre de l'Alliance française
- 1960 : Erik XIV d'August Strindberg, mise en scène Jean Vilar, TNP Théâtre de Chaillot, Festival d'Avignon
- 1960: Antigone de Sophocle, mise en scène Jean Vilar, TNP Festival d'Avignon
- 1960 : Mère Courage de Bertolt Brecht, mise en scène Jean Vilar, TNP Festival d'Avignon
- 1960 : Hamlet de William Shakespeare, mise en scène Philippe Dauchez, Théâtre des Champs Elysées
- 1960 : Phèdre de Racine, mise en scène Jean-Paul Le Chanois, Théâtre du Vieux-Colombier
- 1961 : L'Alcade de Zalamea de Pedro Calderon de la Barca, mise en scène Georges Riquier, TNP Festival d'Avignon
- 1961 : La Paix d'après Aristophane, mise en scène Jean Vilar, TNP Théâtre de Chaillot
- 1961: Antigone de Sophocle, mise en scène Jean Vilar, TNP Festival d'Avignon
- 1962 : La guerre de Troie n'aura pas lieu de Jean Giraudoux, mise en scène Jean Vilar, TNP Festival d'Avignon
- 1963 : Lumières de bohème de Ramón María del Valle-Inclán, mise en scène Georges Wilson, TNP Théâtre de Chaillot
- 1963 : Thomas More ou l'homme seul de Robert Bolt, mise en scène Jean Vilar, TNP Théâtre de Chaillot, Festival d'Avignon
- 1964 : Le Dossier Oppenheimer de Jean Vilar, mise en scène Jean Vilar, Théâtre de l'Athénée
- 1964 : Luther de John Osborne, mise en scène Georges Wilson, TNP Festival d'Avignon
- 1964 : Romulus le Grand de Friedrich Dürrenmatt, mise en scène Georges Wilson, TNP Festival d'Avignon
- 1965 : Luther de John Osborne, mise en scène Georges Wilson, TNP Théâtre de Chaillot
- 1965 : L'Illusion comique de Corneille, mise en scène Georges Wilson, TNP Festival d'Avignon
- 1965 : La Folle de Chaillot de Jean Giraudoux, mise en scène Georges Wilson, TNP Théâtre de Chaillot
- 1966 : Les Troyennes de Euripide, mise en scène Michael Cacoyannis, Festival d'Avignon
- 1966 : Dieu, empereur et paysan de Julius Hay, mise en scène Georges Wilson, TNP Festival d'Avignon
- 1967 : Dieu, empereur et paysan de Julius Hay, mise en scène Georges Wilson, TNP Théâtre de Chaillot
- 1967 : Le Roi Lear de William Shakespeare, mise en scène Georges Wilson, TNP Théâtre de Chaillot
- 1968 : Miguel Manara d'Oscar Venceslas de Lubicz-Milosz, mise en scène Jean-François Rémi, Palais des Rois de Majorque Perpignan
- 1970 : Les Estivants de Maxime Gorki, mise en scène Edmond Tamiz,  Comédie de l'Ouest Rennes